# Festuca ampla subsp. transtagana
Festuca ampla subsp. transtagana é uma subespécie de planta com flor pertencente à família Poaceae. 
A autoridade científica da subespécie é (Hack.) Franco & Rocha Afonso, tendo sido publicada em Bol. Soc. Brot., ser. 2, 54: 90. 1980.

## Portugal
Trata-se de uma subespécie presente no território português, nomeadamente em Portugal Continental.
Em termos de naturalidade é endémica da Península Ibérica.

## Protecção
Não se encontra protegida por legislação portuguesa ou da Comunidade Europeia.